# Коншин, Владимир Дмитриевич
Владимир Дмитриевич Коншин (1824 или 1829 — 2 (15) апреля 1915) — российский предприниматель, купец 1-й гильдии, коммерции советник. Один из учредителей и председатель правления Товарищества костромской большой льняной мануфактуры, один из компаньонов торгового дома «П. и С. братья Третьяковы и В. Коншин».

## Биография
Принадлежал к старинному купеческому семейству, жившему по соседству с Третьяковыми — в Николо-Голутвинском приходе Москвы. По мнению историка А. И. Федорец, знакомство юного Владимира с Михаилом Захарьевичем Третьяковым (1801—1850) состоялось вследствие общего участия в делах прихода. В 1841 году стал приказчиком в одной из лавок Третьякова, а через четыре года переселился «на двор» к своему хозяину.
Благодаря достойным личным и деловым качествам Коншин достаточно быстро стал старшим доверенным приказчиком Михаила Захарьевича, более того, перед смертью Третьяков-старший попросил своих сыновей Павла и Сергея в будущем взять Коншина в компаньоны, а дочь Елизавету — выйти за него замуж. И то, и другое было исполнено: свадьба состоялась 13 января 1852 года, а ещё через восемь лет, 1 января 1860 года был открыт «Магазин полотняных, бумажных, шерстяных товаров, русских и заграничных Торгового дома П. и С. братьев Третьяковых и В. Коншина в Москве».
В 1866 году братья Третьяковы, Коншин и К. Я. Кашин учредили в Костроме Товарищество костромской большой льняной мануфактуры (все четверо участвовали на равных паях и все стали директорами правления, при этом непосредственное управление предприятием было поручено костромичу Кашину). К началу XX века мануфактура стала одной из крупнейших и передовых в своей отрасли в России, а качество её продукции было сравнимо с европейским. При этом в 1900 году по предложению Коншина торговый дом «П. и С. братья Третьяковы и В. Коншин» перешёл в собственность Товарищества, что означало полное подчинение торговли нуждам производства.
Владимир Коншин принимал активное участие в общественных делах, в частности состоял гласным Московской городской думы (1863—1881), а также являлся крупным благотворителем и попечителем нескольких учебных заведений. Много лет оказывал всестороннюю материальную помощь Нагадакскому (чувашскому) училищу в Стерлитамакском уезде, выделив значительные средства на постройку для него нового здания. В 1867 году стал церковным старостой Храма Илии Пророка Обыденного, способствовал проведению капитального ремонта храма и открытию при нём церковно-приходской школы.
В 1905 году за многолетнюю успешную деятельность на ниве торговли и промышленности возведён в потомственное дворянство. Умер в 1915 году.

## Семья
Жена Владимира Дмитриевича «добрая, тихая» Елизавета Михайловна Коншина (Третьякова) (1835—1870) страдала чахоткой и в России практически не жила. У супругов было пятеро детей — три сына (Дмитрий, Николай и Владимир) и две дочери. Старшая дочь Александра (1852—1903) вышла замуж за представителя известного купеческого семейства Николая Александровича Алексеева, позднее ставшего московским городским головой.
Младшая дочь Прасковья (1864—1956) в 1882 году стала женой брата П. И. Чайковского Анатолия несмотря на то, что Коншин был против этого брака. Благодаря свадьбе произошло знакомство Владимира Дмитриевича и с самим композитором; воспоминания об их общении, оставленные племянницей Коншина В. П. Зилоти, ярко характеризуют обоих: Чайковский «„обожал“ все характерное, бытовое, а потому оценил Владимира Дмитриевича целиком. Его доброту, нежность, романтизм и восхищался всеми его милыми и потешными чертами. Ласково поддразнивал, подшучивал над ним, а Владимир Дмитриевич чувствовал себя на седьмом небе и „заобожал“ Петра Ильича».
Николай Владимирович Коншин (1856—?) окончил Московское реальное училище (1882); был женат на Нине Александровне Окромчаделовой (1871—1952), унаследовавшей состояние А. А. Морозова.